# Parlamentarischer Beirat für nachhaltige Entwicklung
Der Parlamentarische Beirat für nachhaltige Entwicklung (damals PBnE, heute PBnEZ) des Deutschen Bundestages wurde am 30. Januar 2004 erstmals eingesetzt und am 26. Juni 2025 in Parlamentarischer Beirat für nachhaltige Entwicklung und Zukunftsfragen (PBnEZ) um benannt. Der erstmaligen Einsetzung gingen umfangreiche Diskussionen voraus, in welcher Form die deutsche Nachhaltigkeitsstrategie und die Nachhaltigkeitspolitik der Bundesregierung insgesamt auf nationaler, europäischer wie internationaler Ebene im Deutschen Bundestag begleitet werden können. Anders als bei den Fachausschüssen, die direkt einem Ministerium zugeordnet sind, handelt es sich um eine fachübergreifende, querschnittsorientierte Aufgabe, die auf Regierungsebene im Bundeskanzleramt gesteuert wird. Zudem handelt es sich um eine langfristige Aufgabe, die über den Tellerrand der tagespolitischen Auseinandersetzungen hinausgeht. Bereits die Mitglieder des ersten PBnE der 15. Wahlperiode unter dem Vorsitz von Astrid Klug haben sich deshalb darauf geeinigt, die Beschlüsse nach Möglichkeit im Konsens aller im Deutschen Bundestag vertretenen Parteien zu fassen. Damit erhalten die Beschlüsse des Gremiums eine über die Legislaturperioden hinausreichende Gültigkeit, da sie unabhängig von Regierungskonstellationen getroffen werden.
Der PBnEZ muss jede Wahlperiode vom Deutschen Bundestag per Annahme eines Antrags eingesetzt werden. Mit diesem Antrag werden ihm seine Aufgaben zugewiesen. In der 21. Wahlperiode wurde der PBnEZ am 26. Juni 2025 vom Deutschen Bundestag per interfraktionellen Antrag der Koalitionsfraktionen und der Fraktionen BÜNDNIS 90/DIE GRÜNEN und Die Linke eingesetzt. Der PBnE hat 18 ordentliche Mitglieder. Die Konstituierung steht noch aus. Zuletzt war Vorsitzender Helmut Kleebank (SPD), stellvertretender Vorsitzender Wolfgang Stefinger (CDU/CSU). Die Obleute bzw. Sprecher ihrer Fraktion waren zuletzt Jakob Blankenburg (SPD), Felix Schreiner (CDU/CSU), Tessa Ganserer (Bündnis 90/Die Grünen), Ulrike Harzer (FDP) und Rainer Kraft (AfD).
Der PBnE soll die deutsche Nachhaltigkeitsstrategie der Bundesregierung, die europäische Nachhaltigkeitsstrategie sowie die Nachhaltigkeitspolitik der Bundesregierung auf internationaler Ebene parlamentarisch begleiten und Empfehlungen abgeben. Zu diesem Zweck überprüft er u. a. die korrekte Durchführung der Nachhaltigkeitsprüfung in der Gesetzesfolgenabschätzung der Bundesministerien, die seit 2010 verpflichtend in der Gemeinsamen Geschäftsordnung der Bundesministerien geregelt ist. Er prüft dabei lediglich, ob die Nachhaltigkeitsprüfung im Rahmen eines Gesetzgebungsprozesses durchgeführt wurde. Eine inhaltliche Bewertung – also die Klärung der Frage, ob ein geplantes Gesetz tatsächlich nachhaltig ist oder nicht – steht dem Beirat laut Einsetzungsbeschluss jedoch nicht zu. Der PBnEZ der 21. Wahlperiode hat sich u. a. vorgenommen, die Aktivitäten und Maßnahmen zur Umsetzung der globalen Nachhaltigkeitsziele (SDGs) der Agenda 2030 zu begleiten.

## Sonstiges
Ende 2012 hat der PBNE sich einstimmig dafür ausgesprochen, angesichts des deutschen Atomausstiegs (2011, nach der Nuklearkatastrophe von Fukushima) keine Hermes-Bürgschaften für Kernkraftwerkprojekte im Ausland mehr zu vergeben.